# Chilia, Satu Mare
Chilia este un sat în comuna Homoroade din județul Satu Mare, Transilvania, România. Se află la graniță cu județul Maramureș. Numele românesc vechi și utilizat de săteni este Tilie, iar denumirile maghiare, exprimând ideea de sat mânăstire/chilie, sunt: Apaczafalu, Pacfalu, Paczafalu și Tyilie. Este un sat situat în Țara Codrului. Satul este inclus în programul Transilvania Magică.

## Istoric
Pe tot întinsul comunei Homoroade (incluzând Drumul Chiliei) s-au identificat urme de așezări omenești preistorice, din vechea Europă: neoliticul timpuriu (cultura Starčevo-Criș la Ograda Borzului din Homorodul de Sus) și eneoliticul timpuriu (cultura Tiszapolgaa la Lunca-Homorodul de Sus). De asemenea, există dovezi ale locuirii acestor zone în perioada daco-tracică, (spre exemplu, descoperindu-se la Chilia o monedă dacică de argint), zona făcând probabil parte din statul dac din perioada Burebista-Decebal, iar apoi din zona dacilor liberi/dacii mari (în zonă - Homorodul de Jos - existând și comunități celte, dovadă stând moneda „Călărețul cu Pasăre”, descoperită aici). Ulterior, foarte probabil că etnogeneza și organizarea românească (ex. obștile sătești, țăranii liberi, juzii/cnezii/voievozii etc.) au urmat aceleași tipare ca în toată regiunea Transilvaniei extinse, zona făcând parte din voievodatul lui Menumorut.
Prima atestare documentara a satului este din anul 1370 (sub numele de Pacfalu), când domeniul era unul ecleziast, ținând de călugărițele dominicane din Satu Mare (Mințiu). Ulterior satul face parte din domeniul Dragfi (numele maghiar al nobililor români din familia voievozilor Dragoș/Dragoșești), apoi din domeniul cetății Satu Mare (cetatea împăratului habsburg), din 1648 din domeniul lui Rakoczi Gyorgy, principele Transilvaniei, iar din 1668 (prin donația regală a împăratului habsburg) din domeniul lui Csaky Istvan. Apoi satul a intrat o perioadă în domeniul Wesselenyieke, iar din 1711 până la unirea Transilvaniei cu România în 1918 o parte a ajuns în domeniul familiei Karoly. Din a doua jumătate a secolului XVIII, ca urmare a reformelor tereziene, țăranii din Chilia au devenit proprietari de pământ (prin defrișări/desțeleniri etc. - zona bine împădurită oferind astfel de oportunități), satul fiind deja cu vatra nouă pe aceste pământuri foarte apropiate de pădure, care (1) îi asigurau mai ușor acces la resurse și siguranță și (2) îl separau de domeniul nobiliar vecin.
Istoria medievală, modernă și contemporană a satului este strâns legată de cea a Țării Codrului (zonei Codru) din care face parte. În perioada medievală, zona – care de obicei era în mare parte inclusă în districtul Ardud - a fost afectată de năvălirile tătare (începând cu secolul XIII), iar apoi, începând cu secolul XVI, de atacurile de pradă otomane (cu sediul la Buda, Timișoara sau Oradea), Țara Codrului nefiind inclusă în pașalâcul Oradea, ci ținând, împreună cu comitatul Sătmar, fie de Ungaria habsburgică (din cadrul Imperiului Habsburgic) fie de Partium (zonă aflată sub administrarea Principatului Transilvaniei, fără a face însă parte integrantă din el). În fața acestor atacuri, Țara Codrului (și mai ales masivul Codru) asigura însă o zonă de protecție mult mai bună decât cea de care beneficiau satele din Comitatul Satu Mare aflate în afara acestei zone și/sau localizate mai spre orașul Satu Mare. Răscoalele țărănești din Transilvania medievală au cuprins inevitabil și zona de Codru. De asemenea, în anul 1848 zona Țării Codrului a fost zguduită de mișcările țărănimii pentru redobândirea pământurilor și drepturilor vechi. După 1918 satul a trecut sub administrație românească, localnicii din zonă aducându-și și ei contribuția prin participarea la Marea Unire de la Alba Iulia din 1 decembrie 1918. Reforma agrară din 1921 a adus o dezvoltare importantă, prin împroprietăririle păturilor mai sărace. În 1940 satul a reintrat sub administrație maghiară (odată cu cedarea Ardealului de Nord către Ungaria), dar a revenit României după 1945.

## Particularități istorico-geografice și socio-economice
Informații istorico-geografice și/sau socio-economice generale despre masivul cristalin Codru și despre Țara Codrului sunt sintetizate în lucrări de specialitate. Tradițiile codrenești din zona etnografică Țara Codrului, sau, simplu spus, Codru, - aplicabile și satului Chilia -, sunt de asemenea, documentate în diferite lucrări; spre exemplu, figurile „steagul” sau „rotirea” din dansul codrenesc sunt unele din cele mai dificile figuri/mișcări din dansurile românești.
Revenind specific la localitatea Chilia, primul sigiliu al satului este documentat din anul 1785. Acesta era rotund, de 25 milimetri, fiind confecționat din bronz și conținea un pom fructifer înconjurat de motive vegetale; simbolurile utilizate sunt strâns legate de activitățile principale ale locuitorilor satului (ex. pomicultură, viticultură și creșterea animalelor, complementate de cultivarea terenurilor agricole etc.), activități dominante și astăzi. Este menționat explicit și un sigiliu ecleziast al Chiliei în 1832.
În lucrarea Szathmár vármegye' fekvése, törtn̄etei, és polgári esmérete, publicată de Antal Szirmay⁠(hu)[traduceți] in 1809, satul este descris astfel:
"...Paczafalu, (numit) mai demult Apaczafalu, este locuit de români de credință (rit) veche, are 40 de proprietari de pământ [notă: în maghiară telkes gazda], preot local și biserică de lemn. Pământul (terenul) este slab, pădurea de fag frumoasă și plină de vânat și au și viță de vie. Pârâul Bran [notă: numit azi, oficial, râul Lupului sau simplu Vale, de către săteni] izvorăște din vârful făgetului (dealului), trece prin sat și se varsă în pârâul Homorod [notă: astăzi râu]...".
Faptul că exista un nucleu de săteni/țărani prosperi - foarte probabil alături de iobagi/jeleri sărăciți, care reprezentau majoritatea țărănimii românești - este susținut și de un eveniment anterior, bine documentat, și anume faptul că sătenii din Chilia (Tilie) au plătit pentru achiziția Minologhionului 30 de florini la data de 8 iulie 1792:
„...Această sfântă carte, [adică Mineiu], o au cumpărat sătenii pe sama besărecii din Tilie drept cu 30 de florinți vonași. Iulie 8 zile 1792, fiind preut Michale Nemaly...”.
Într-adevăr, o conscripție urbarială (din jurul anului 1600) arată că românii din zonele sătmărene (spre exemplu, cum erau cele de Codru) erau bine organizați în posesiuni românești (Possessiones Valaches), cu juzi, cnezi și/sau voievozi; spre exemplu, districtul Ardud, din care făcea parte și Chilia, îl avea ca voievod în anul 1769 pe Pop Mihai (în limba maghiară: Michael Popp). Chiar mai înainte, încă în 1729-1730, apare menționat un voievod chiar în satul Chilia . Acest lucru este important de remarcat, ținând cont de faptul că instituțiile românești vechi (ex. obști sătești, țărani liberi, juzi/cnezi/voievozi) s-au redus drastic (adesea până la dispariție) în Transilvania, după secolele XV-XVI. Trebuie însă menționat faptul că aceste instituții românești vechi, chiar dacă s-au păstrat în unele locuri locuite de români, ca acesta descris aici, au dobândi adesea (și) alte funcții decât cele originale; spre exemplu, (1) cneazul/voievodul a devenit uneori un administrator și/sau un mijlocitor între români și noii feudali și/sau (2) titlul de cneaz/voievod a devenit unul nobiliar (ex. voievodul Transilvaniei sau asociat titulurilor de nobil de origine română).
În acest context merită amintit că Țara Codrului a dat câteva familii nobiliare românești, poate mai puțin mediatizate decât cele din
Maramureșul istoric, dar foarte importante și cu contribuții cheie la istoria României. Spre exemplu, George Pop de Băsești (1835-1919) a fost președintele Adunării Naționale de la Alba Iulia din 1 decembrie 1918. De asemenea, a fost un important memorandist și politician (ex. președintele Partidului Național Român din Transilvania). Familia sa a fost înnobilată (cu moșiile Băsești și Oarța de Jos din Țara Codrului) în 1678, principele Transilvaniei, Mihail Apafi, legitimând proprietatea.  În disputele cu unii conducători maghiari, frecvente atunci, în perioada cristalizării națiunilor, aceștia spuneau că, deși este o prăpastie între ei și George Pop de Băsești în ceea ce privește viziunea politică/națională, el și-a apărat cauza neamului cu atâta curaj încât trebuie să se închine în fața lui, acesta impunând respect și adversarilor. Când a fost provocat de Președintele Consiliului de Ministri  (Kalman) să renunțe la viziunea lui pentru a fi mai apreciat și promovat în Ungaria, George Pop de Băsești a spus: „…De mi-ați da toată Ungaria, și tot n-aș trăda cauza dreaptă a sărmanului și nenorocitului meu popor, care, afară de Dumnezeu, de tovarășii mei și de mine, n-are alți apărători…”(p. 43). Nicolae Iorga l-a numit „Bătrânul Nației” (românii numindu-l simplu „Badea George”), iar în 1935, la sărbătorirea centenarului nașterii lui George Pop de Băsești, Iuliu Maniu – ținând cont de contribuția acestuia la păstrarea românismului și la Marea Unire – spunea că satul Băsești este o „Mecca română” unde locuia „comandatul suprem al neamului românesc“. Alte familii nobiliare, românești (cu numele adesea maghiarizat) sau neromânești, cu titlul/blazonul nobiliar legat direct de zone din Țara Codrului, au fost: Anderkó "de Homoród" (r. Anderco "de Homorod"), David "de Alsoszopor" (r. Alsoszopor - Supurul de Jos"), Pap-Szilagyi "de Illesfalva" (r. Pop (Sălăjanul) Silaghi "de Băsești"), Szilagyi "de Paczafalva" (r. Paczafalva - Chilia).
Fenyes Elek⁠(hu)[traduceți] arată în lucrarea Magyarország geográfiai szótára Arhivat în 5 septembrie 2013, la Wayback Machine. (publicată de Nyomatott Kozma Vazulnal, la Pesten) că în anul 1851 exista în Chilia o unitate/fabrică de producere a potasei (în limba maghiară hamuzsirfozo-gyaraval), probabil parte a domeniului lui Karoly Lajos. Potasa (carbonatul de potasiu/kaliu) se obține din cenușa lemnelor arse, fiind utilizată ca îngrășământ și/sau în diverse activități de producție (ex. săpun, detergenți, sticlă etc.).
În anul 1910 trăiau în satul Chilia 465 de locuitori (români 411, maghiari 18), din care 444 greco-catolici, 7 romano-catolici și 13 evrei. În anul 1940 existau în sat 587 de locuitori din care 568 greco-catolici, 1 romano-catolic și 18 evrei. După trecerea Ardealului de Nord în administrația Ungariei, în 1940, evreii din sat au fost deportați. Numele de familie cele mai vechi și mai răspândite în satul Chilia sunt (în ordine alfabetică): Blaga, Brândușan, David, Dragoș, Fogoș/Fogaș, Groza, Lup, Pop, Tătar, Tătăran etc.

## Turism
Satul Chilia face parte din Țara Codrului și se află în pitoreasca zonă a masivului cristalin Codru, bine împădurit, într-o zonă de o frumusețe rară, cu multe trasee accesibile, pe drumuri forestiere și/sau pe poteci naturale de pădure, direct spre culmea masivului Codru (astfel de locații sunt, în denumirea locală, Fântâna Haiducului Pintea/Fântâna Pintii, Foișorul-Tarnița/La Ciupercă, Valea Lupului, etc.) și/sau pe dealurile care îl compun, dealurile piemontane Codrului și/sau la Poalele Codrului (spre exemplu, în denumirea locală, astfel de locații sunt Câmpu Mare, Făgașul Satului, Pusta, Ungurelul, Dealul Secăturii, Tarnița, Dealul lui Bran, Dealul Piști). Culmea masivului Codru se întinde pe aproximativ 22 de kilometri (cu înălțimea maximă de aproximativ 575 de metri în vârful Lespezi) și se numește Culmea Făgetului (Vârful Codrului sau Culmea Codrului în limbajul local), dominând păduri vechi de stejar, gorun, cer și fag (dar și cu zone de conifere). Satul este inclus în programul Transilvania Magică Arhivat în 5 septembrie 2013, la Wayback Machine. Arhivat în 5 septembrie 2013, la Wayback Machine..
Turiștii au acces nu doar la priveliști și trasee spectaculoase, dar se pot bucura și de tradițiile culturale și culinare extraordinare din sat. Astfel, satul are un muzeu care reflectă o gospodărie tradițională din zona etnografică Codru. Există o mânăstire ortodoxă cu Hramul Sfântul Apostol Andrei, construită recent, în amintirea vechii tradiții mânăstirești a satului (vezi mai jos și legenda locală). Prima ctitorie a bisericii ortodoxe din localitate este documentată din 1706, în forma actuală, biserica ordodoxă fiind construită (probabil ca biserică greco-catolică) în 1858/1861. Pe lângă biserica ortodoxă satul mai are două biserici: penticostală și baptistă. Începând acum aproximativ 50 de ani (în 1957), s-a hotărât organizarea anuală a Festivalului Codrenesc la Valea Lupului, pe teritoriul satului Chilia. Festivalul aduna codrenii din toate zonele Țării Codrului, iar spectacolele erau o oportunitate de exprimare a tradițiilor (ex. dans popular, port, mâncare tradițională, mic târg). Ulterior, ca urmare a creșterii numărului de participanți și a nevoii de spațiu mai larg, festivalul s-a mutat într-o nouă locație din Țara Codrului, apropiată vechii locații, la Oțeloaia, fiind în continuare organizat anual, cu același scop. Acest festival codrenesc este cel mai vechi festival folcloric din Satu Mare. Nu în ultimul rând bucătăria tradițională din Chilia trebuie încercată (ex. plăcinte codrenești cu lobodă, tăști, scoverzi/clătite, fancuri, moșocoarne, vărzar, cozonaci cu brânză sau diverse fructe, supele tradiționale de cartofi și fasole, slănina și șunca pregătite tradițional, pălinca făcută la pălincia din sat din diverse fructe ale localnicilor, individuale și/sau combinate). În perioada sărbătorilor de iarnă încă se practică colindatul tradițional, dar și Viflaimul și Steaua organizate de tinerii din sat în colaborare cu biserica ortodoxă din sat. Cazarea se poate face în Satu Mare, Chilia aflându-se la doar 23 de kilometri de oraș, dar o opțiune o constituie și cazarea la localnici.

## Legende și tradiții locale
Tradiția locală spune că în vremuri străvechi zona era ocupată de o mânăstire și chilii cu măicuțe/călugărițe; de aici s-ar trage și numele localității. Năvălirile tătarilor au distrus mânăstirea și chiliile, din relațiile (forțate) acestora cu călugărițele născându-se chilienii. Ca urmare a acestui păcat, mânăstirea originală s-a scufundat în zona mlăștinoasă numită La Călugărițe din Chilia Bătrână (imediat în partea stângă a drumului spre Satu Mare, lângă râul Lupului, pe partea stângă a acestuia). Pentru a uita evenimentul și a se proteja mai bine de năvălirile tătare, sătenii au mutat satul de la Poalele Codrului mai spre Culmea Codrului (unde este localizat și astăzi). Legenda are un sâmbure de adevăr istoric, fiind confirmată de anumite izvoare orale și scrise. Legătura cu biserica, exprimată și în numele localității, derivă probabil din faptul că în sat (probabil în Chilia Bătrână) este documentată o biserică ortodoxă din lemn încă din 1706, iar mânăstirea dominicană care poseda Chilia (sub numele de Pacfalu) ca proprietate ecleziastă este atestată documentar din 1370; în plus, năvălirile tătare în zonă, precum și mutarea vetrei satului din Chilia Bătrână în locația actuală (în partea dreaptă a drumului spre Satu Mare), sunt evenimente documentate istoric și administrativ.